# 城門棱堡
城門棱堡（英文：Shing Mun Redoubt），又稱城門碉堡，是香港昔日的重要軍事設施，是醉酒灣防線的一部分，位於新界城門谷城門水塘以南、金山以北的孖指徑一帶。2009年12月，古物諮詢委員會把「新界城門水塘以南及金山郊野公園」的城門碉堡，評為香港二級歷史建築。

## 建築
城門棱堡的地下指揮部位於孖指徑山上，這個地堡名爲「史泰寧皇宮酒店」（Strand Palace Hotel），棱堡的機槍堡通過地道連接，機槍堡的編號分別為400、401、402及403，棱堡亦設有露天的戰壕。地道的名稱以倫敦的街道命名，分別稱為「牛津街」、「麗晶街」、「皮卡地里街」、「乾草市場」、「舒佛畢利巷」及「查寧坊」。
1941年12月9日晚上至10日凌晨，日軍第228聯隊攻陷城門碉堡，據稱當日軍之後以軍刀在舒佛畢利巷的牆壁刻下「若林隊占領」。

## 圖片

城門棱堡的地圖
日軍於1941年12月9日攻陷城門棱堡的示意圖
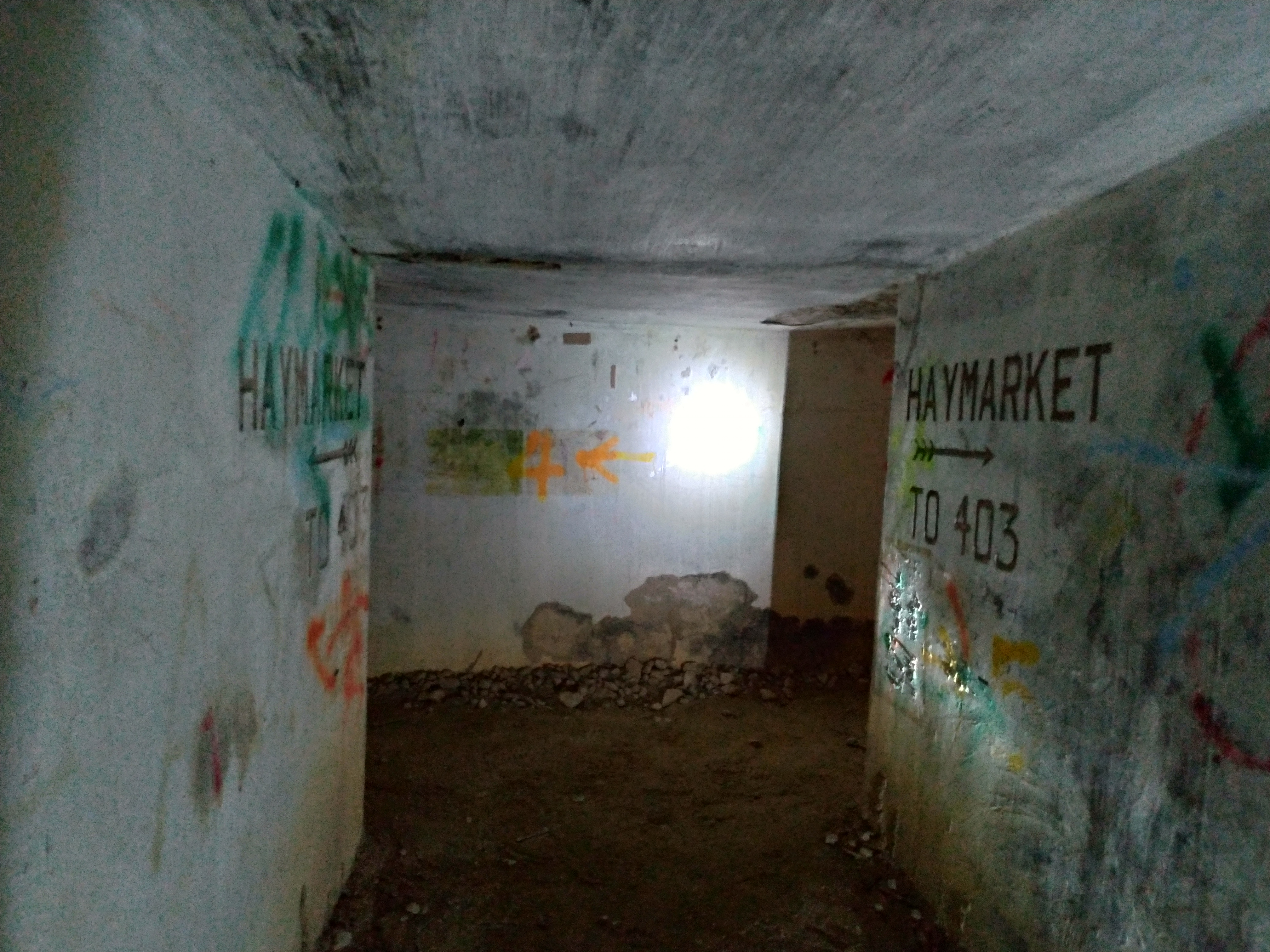
城門棱堡的地道，此處是麗晶街和乾草市場的交界處
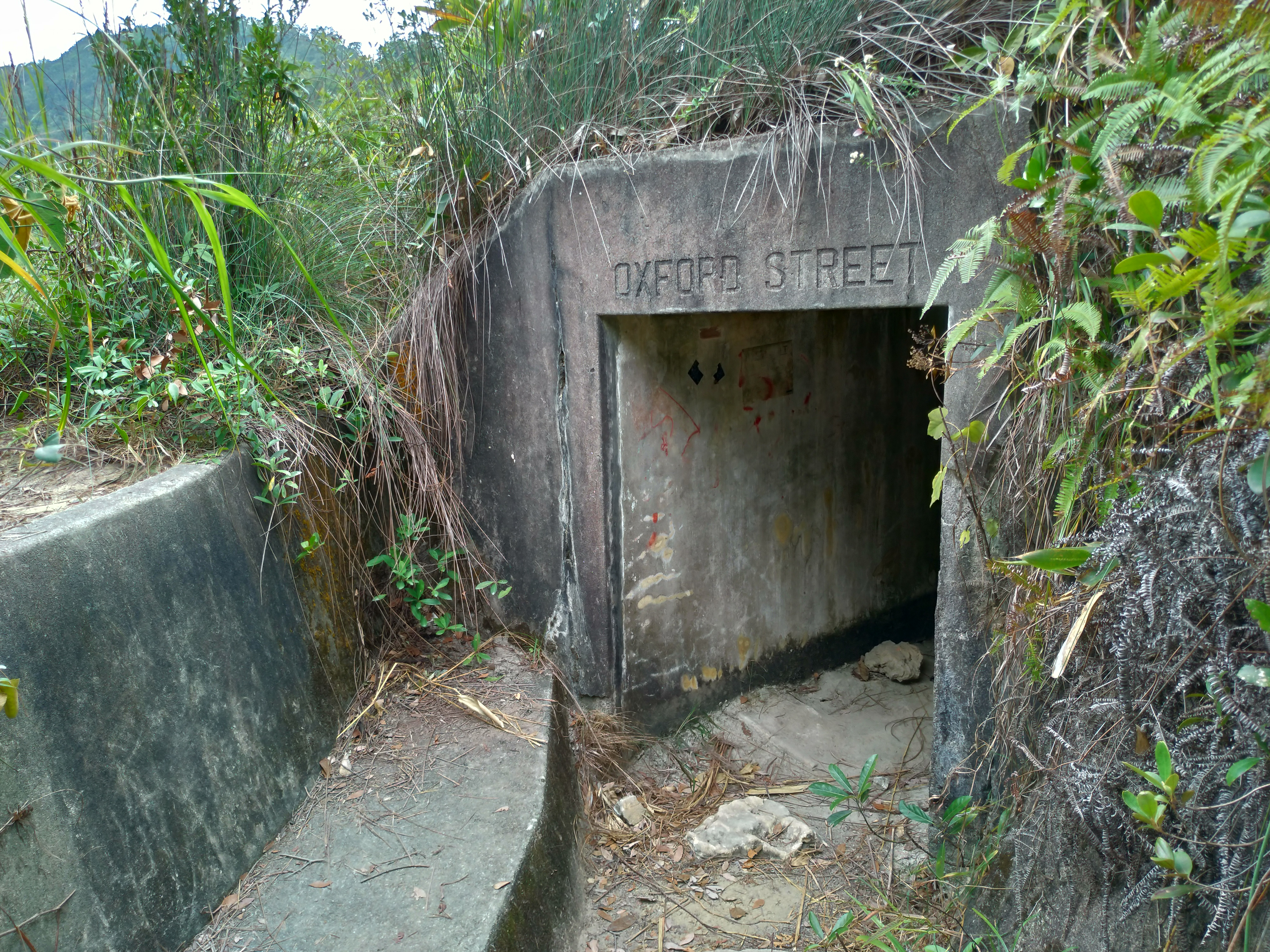
牛津街的其中一個出入口
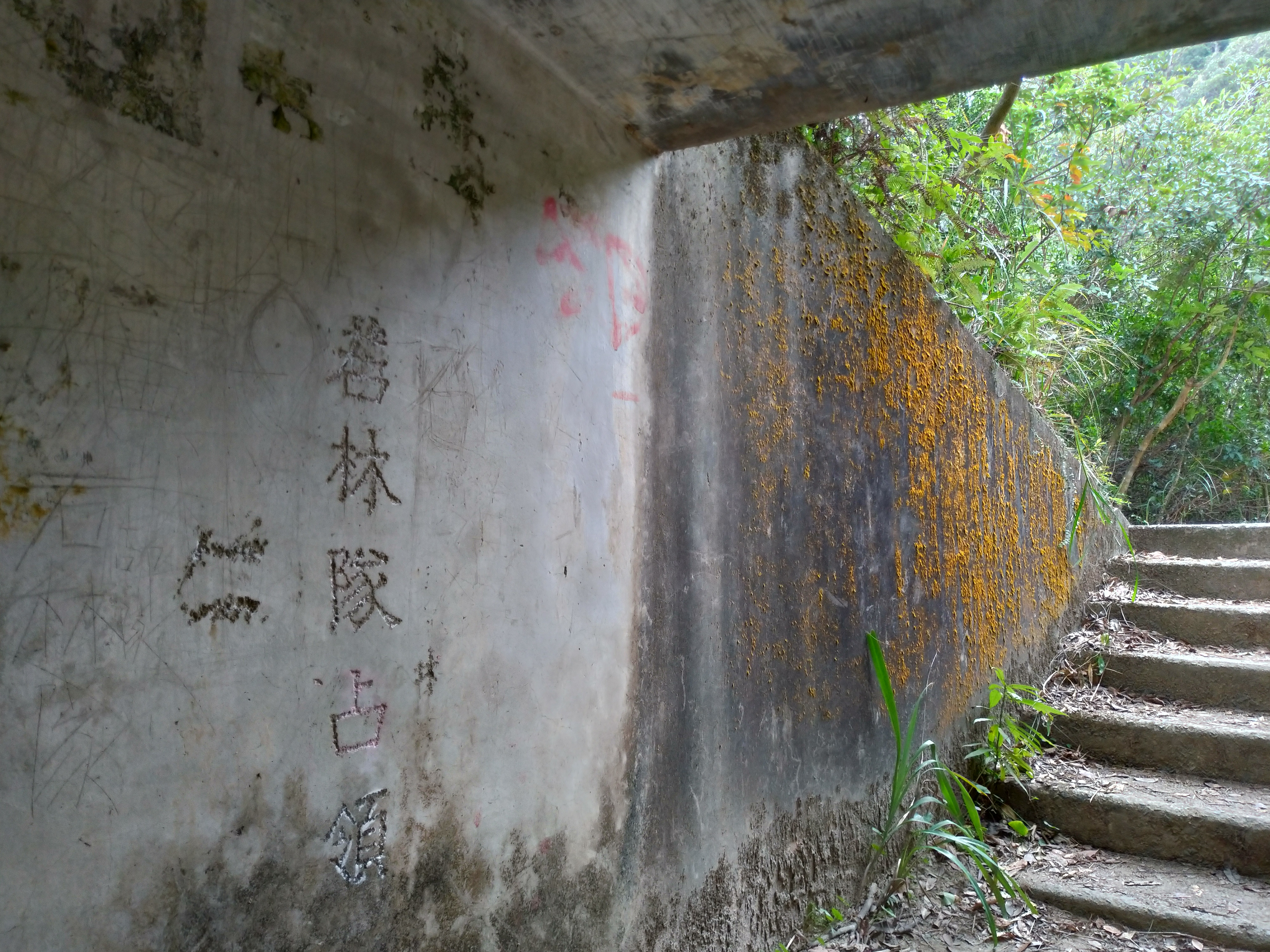
其中一個地道（舒佛畢利巷）出入口刻有「若林隊佔領」
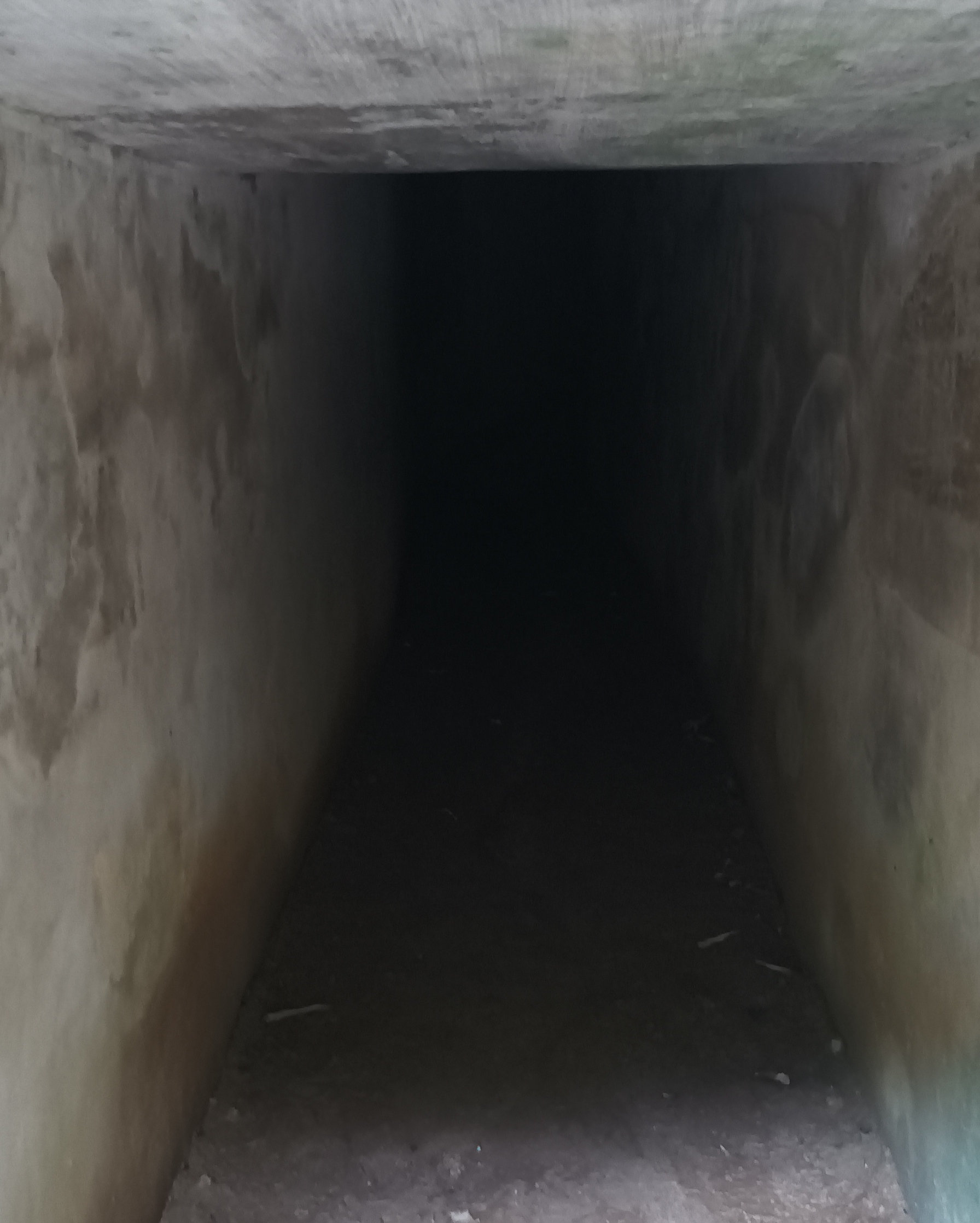
地道
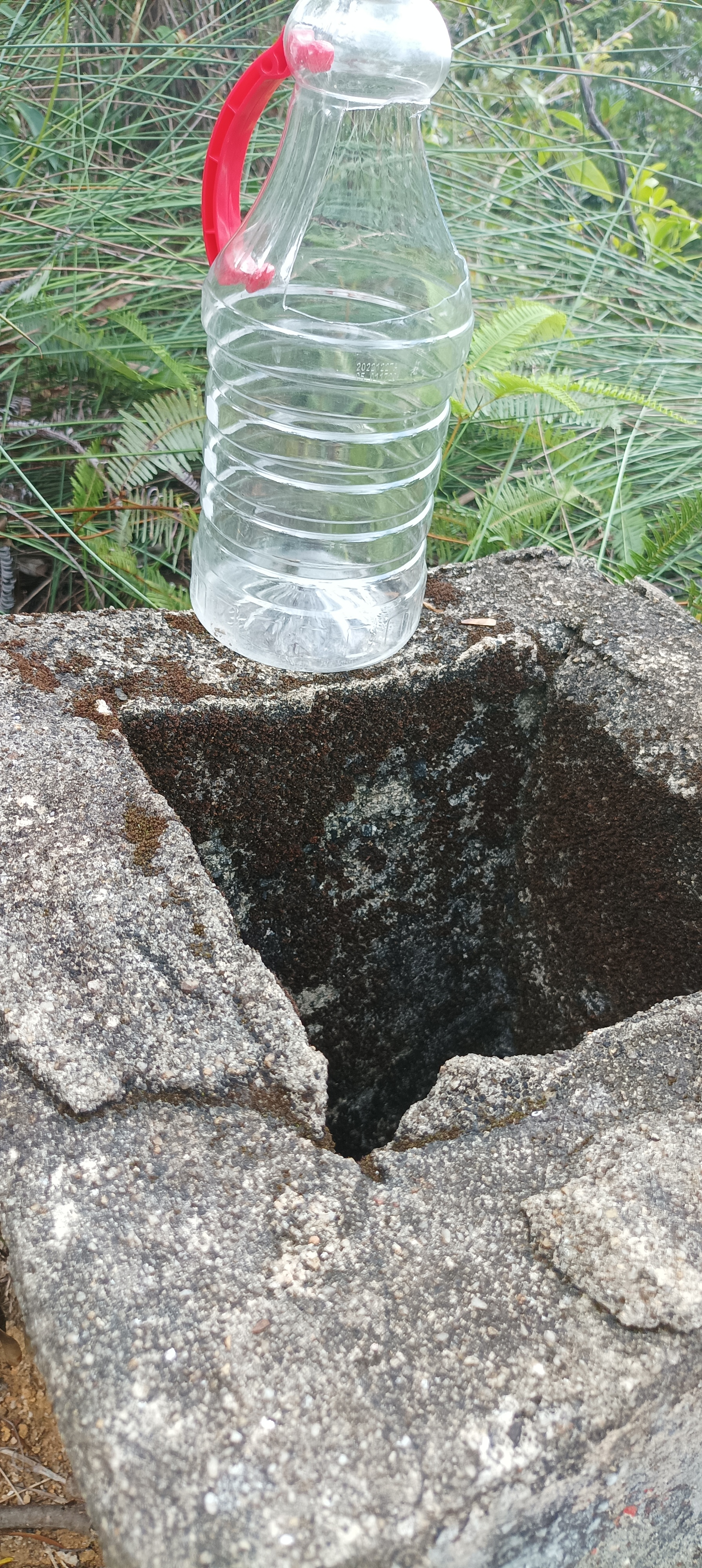
地道「皮卡地里街」的通風口

## 外部連接
维基共享资源上的相關多媒體資源：城門棱堡